# Psyllaephagus desertus
Psyllaephagus desertus är en stekelart som beskrevs av Sugonjaev 1968. Psyllaephagus desertus ingår i släktet Psyllaephagus och familjen sköldlussteklar.
Artens utbredningsområde är:
- Kazakstan.
- Turkmenistan.
- Uzbekistan.

Inga underarter finns listade i Catalogue of Life.